# Туризм в Боснии и Герцеговине

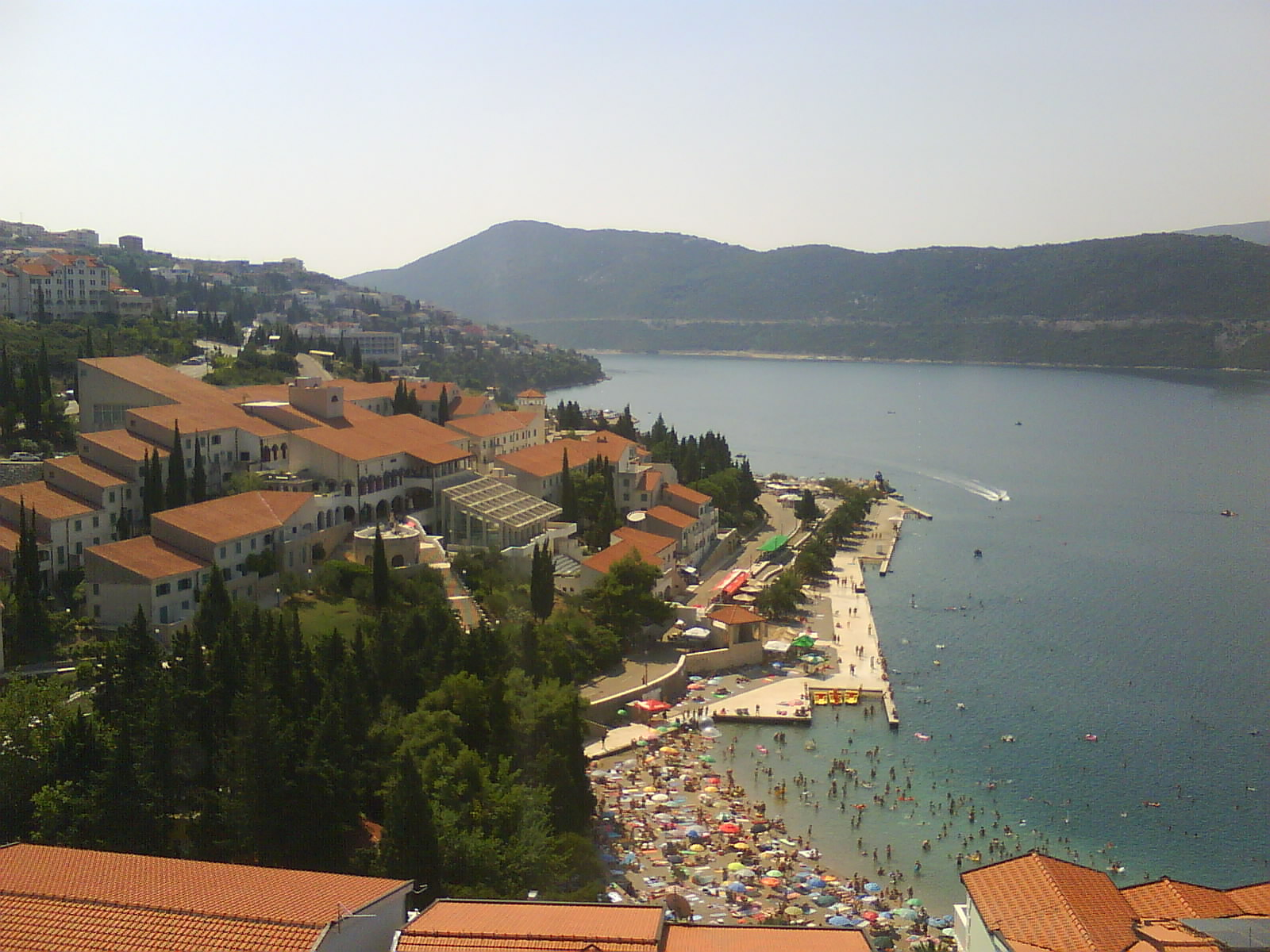
Город Неум — курорт на Адриатическом побережье Боснии и Герцеговины

Туризм в Боснии и Герцеговине является быстро растущим сектором экономики. После боснийской войны 1992—1995 годов в стране быстрыми темпами развивается туристическая инфраструктура, в период 1995—2000 ежегодный прирост числа туристов составлял в среднем 24 %. В 2013 году на Всемирном экономическом форуме был представлен Отчёт по конкурентоспособности в сфере путешествий и туризма, в котором Боснии и Герцеговине было присвоено восьмое место в списке наиболее доброжелательных стран по отношению к туристам.
В 2012 году Боснию и Герцеговину посетило 747 827 туристов (рост на 9 % по сравнению с предыдущим годом), при этом 58,6 % туристов приехали из зарубежных стран. Основными странами, откуда приезжали туристы в 2012 году, были Хорватия (16,2 %), Сербия (13,1 %), Польша (8,1 %), Словения (7,4 %), Италия (6,5 %) и Турция (6 %).
По оценке Всемирной туристской организации, в период с 1995 по 2020 год Босния и Герцеговина будет занимать третье место в мире по темпам роста туризма. В рейтинге лучших городов мира путеводителя Lonely Planet городу Сараево присвоено 43-е место, а в декабре 2009 года Сараево был назван в качестве одного из лучших десяти городов для посещения в 2010 году. В том же рейтинге лучших городов мира путеводителя Lonely Planet упомянуты такие города, как Дубровник (59-е место), Любляна (84-е место) , Блед (90-е), Загреб (125-е) и Белград(143-е); таким образом, рейтинг Сараево на Балканском полуострове является наивысшим после Афин.
В Сараево расположено большое количество исторических, религиозных и культурных памятников. Большую роль в развитии Сараево как туристического центра сыграло проведение в нём Зимней Олимпиады 1984 года.
В настоящее время Босния и Герцеговина возвращает себе репутацию престижного горнолыжного курорта, крупнейшие горнолыжные комплексы расположены на Белашнице, Игмане и Яхорине.